# Jikkyō GI Stable
Jikkyō GI Stable (実況GIステイブル) és l'únic videojoc de curses a cavall de la saga Jikkyō per Nintendo 64. Va ser llançat només al Japó el 1999. Es va llançar una continuació per PlayStation 2, anomenada Jikkyō GI Stable 2.